# Founders Park
Le Founders Park (anciennement Carolina Stadium), est un stade de baseball de 8 242 places situé au bord de la rivière Congaree à Columbia dans l'État de Caroline du Sud. Il est officiellement inauguré le 21 février 2009. C'est le domicile des Gamecocks de la Caroline du Sud, club de baseball de l'université de Caroline du Sud.

## Histoire
Le stade a coûté 35,6 millions de dollars. La rencontre inaugurale du Carolina Stadium se déroule le 21 février 2009, les Gamecocks de la Caroline du Sud affrontent les Dukes de Duquesne devant une foule de 8 153 spectateurs. Les Gamecocks remportent la rencontre par un score de 13-0. 
Le record d'affluence du stade est établie, le 21 mai 2010, lorsque 8 242 spectateurs lors d'une rencontre entre les Gamecocks de la Caroline du Sud et les Gators de la Floride.
Le 22 octobre 2015 est signé un partenariat avec la société Founders Federal Credit Union. Le stade prend le nom de Founders Park, appliquant un naming de 10 ans, et devient seulement le troisième stade universitaire de baseball des États-Unis à signer un parrainage. 

## Galerie

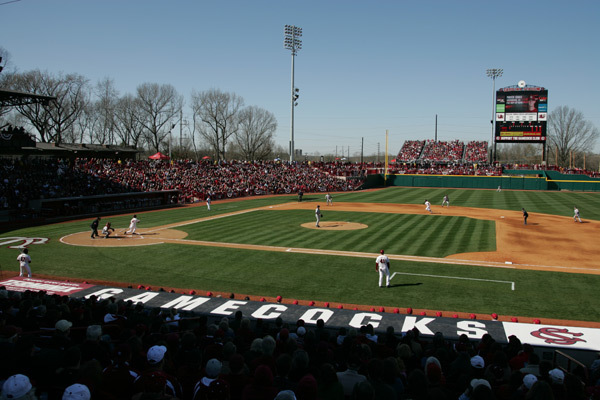
Intérieur du stade (2009)